# Zebrias lucapensis
 Zebrias lucapensis és un peix teleosti de la família dels soleids i de l'ordre dels pleuronectiformes que es troba a les costes de les Filipines.